# Elizabeth Jane Via
Elizabeth Jane Via (* 1948) ist eine US-amerikanische römisch-katholische Theologin.

## Leben
Via studierte römisch-katholische Theologie und Rechtswissenschaften. Als  Hochschullehrerin unterrichtete sie an der University of San Diego in Kalifornien römisch-katholische Theologie. 1984 unterzeichnete Via die Kampagne A Catholic Statement on Pluralism and Abortion, die in der Zeitung New York Times erschien. In späteren Jahren wurde sie Distriktsanwältin in Kalifornien. Als Befürworterin der Frauenordination ließ sie sich in den 2000er Jahren zur Priesterin weihen. Sie gehört zu einer Gruppe von mittlerweile über 100 römisch-katholischen Theologinnen, die sich infolge der Weihe von sieben römisch-katholischen Theologinnen auf der Donau im Jahre 2002 ebenso zur Priesterin haben weihen lassen.